# Adolfo Alsina (partido)
Pour l'homme politique, voir Adolfo Alsina.
Le partido d'Adolfo Alsina est une subdivision de la province argentine de Buenos Aires, fondée le 28 juillet 1886 par la loi no 1827. Elle est nommée en hommage à l'homme politique éponyme. Sa capitale est Carhué.

## Localités
- Carhué
- Delfín Huergo
- Esteban Agustín Gascón
- La Pala
- Rivera
- San Miguel Arcángel
- Villa Maza
- Yutuyaco (ou Villa Epumer)

### Lieux-dits
- Arano
- Arturo Vatteone
- Avestruz
- Canónigo Gorriti
- Colonia Lapin
- Leubucó (ou Villa Martín Ayerúa)
- Los Gauchos
- Murature (ou Francisco Murature)
- Thames
- Tres Lagunas
- Villa Epecuén
- Villa Margarita